# Paul Cavallini
Paul Edward Cavallini (* 13. Oktober 1965 in Toronto, Ontario) ist ein ehemaliger kanadischer Eishockeyspieler (Verteidiger) italienischer Herkunft, der von 1986 bis 1995 für die Washington Capitals, St. Louis Blues und die Dallas Stars in der National Hockey League spielte.

## Karriere
Als Junior spielte er für die Henry Carr Crusaders in der OHA-B. Beim NHL Entry Draft 1984 holten die Washington Capitals ihn in der 10. Runde als 205. Der jüngere Bruder von Gino Cavallini spielte noch ein Jahr für das Providence College in der NCAA. Es folgte ein Jahr mit der kanadischen Nationalmannschaft und zum Ende der Saison schloss er sich dem Farmteam der Capitals, den Binghamton Whalers in der AHL an.
Zum Ende der Saison 1986/87, die er in Binghamton begonnen hatte, kam er mit Washington zu seinen ersten sechs Einsätzen in der NHL. Die kommende Saison begann er mit den Capitals, doch die St. Louis Blues die schon seinen Bruder Gino unter Vertrag hatten, holten auch Paul. Der defensivstarke Verteidiger hatte in St. Louis seine besten Jahre. In der Saison 1989/90 erreichte er mit 47 Punkten seine persönliche Bestleistung. In diesem Jahr gewann er auch die Plus/Minus Wertung.
Kurz nach Beginn der Saison 1992/93 holten die Washington Capitals ihn zurück, doch schon in der folgenden Saison wechselte er zu den Dallas Stars. Nach zwei Jahren und acht Spielen in der dritten Saison erklärte er am 7. November 1995 das Ende seiner Karriere.

## Erfolge und Auszeichnungen
- 1990 Teilnahme am NHL All-Star Game
- 1990 NHL Plus/Minus Award